# Adyroma
Adyroma là một chi bướm đêm thuộc họ Erebidae.